# 南翔子
南 翔子（みなみ しょうこ、本名：渡辺 晴美、1966年1月19日 - ）は、神奈川県川崎市生まれの日本の女性歌手である。身長159cm（1985年当時）、血液型AB型、40kg。
テレビアニメ『うる星やつら』のオープニング主題歌「殿方ごめん遊ばせ」、エンディング主題歌「Good Luck 〜永遠より愛をこめて〜」などで知られる。透明な声質が魅力で、2ndアルバム「シャングリラ」の帯には“チャーミーボイス、今、はばたく。”と書かれていた。

## 略歴
祖父はジャズピアニストの平茂夫、母は『東京ワルツ』のヒットで知られる歌手の千代田照子、長兄は元ザ・ワイルドワンズの渡辺茂樹、次兄はスペクトラム、AB'sのボーカルとベーシストの渡辺直樹、伯父は作曲家の平義久という音楽一家、五人兄弟の末っ子（兄2人、姉2人）。「兄たちの全盛期はまだちっちゃかったので兄がスターだったということを小学生になるまで知らなかった」とアニメージュの取材で語っている。5歳の時まで祖父と暮らしてた。洗足学園大学附属高等学校卒業。彼女は3歳の頃より歌手を志し、自分を小さい頃から知っていたという次兄のバンド・AB'Sのメンバーの芳野藤丸に誘われる形でデビューのきっかけを得て、事務所キティ・アーティストを紹介され、1984年にキティレコードからデビューした。1989年頃より、自分を磨くため、兄の直樹らとスタジオ・ライブやデモテープ作成などの活動を始める。1991年8月18日におこなわれたイベント「うる星やつら10th Anniversary Party in 日本武道館」に出演している。1992年8月にはキングレコードよりファルコムレーベルのボーカリストとして再デビュー（この時のキャッチコピーはミス・フィーナ）。

## ディスコグラフィ

### シングル
| 発売日                             | 規格           | 規格品番       | 面             | タイトル                         | 作詞           | 作曲                     | 編曲           |
| キティレコード                     | キティレコード | キティレコード | キティレコード | キティレコード                   | キティレコード | キティレコード           | キティレコード |
| ---------------------------------- | -------------- | -------------- | -------------- | -------------------------------- | -------------- | ------------------------ | -------------- |
| 1984年11月25日                     | EP             | 7DS-0079       | A              | 恋は行方不明                     | 尾崎亜美       | 尾崎亜美                 | 水谷公生       |
| 1984年11月25日                     | EP             | 7DS-0079       | B              | スペース・ウォーク               | 宮原芽映       | 松田良                   | 水谷公生       |
| 1985年4月25日                      | EP             | 7DS-0092       | A              | 渚のセパレーション               | 宮原芽映       | 松田良                   | 水谷公生       |
| 1985年4月25日                      | EP             | 7DS-0092       | B              | メランコリー・カナリー           | 来生えつこ     | 中村裕介                 | 水谷公生       |
| 1985年7月25日                      | EP             | 7DS-0093       | A              | 殿方ごめん遊ばせ                 | 阿木燿子       | 和泉常寛                 | 水谷公生       |
| 1985年7月25日                      | EP             | 7DS-0093       | B              | Good Luck 〜永遠より愛をこめて〜 | 阿木燿子       | 和泉常寛                 | 水谷公生       |
| 1985年10月25日                     | EP             | 7DS-0099       | A              | ハーフムーンはときめき色         | 阿木燿子       | 和泉常寛                 | 水谷公生       |
| 1985年10月25日                     | EP             | 7DS-0099       | B              | 茉莉花・夜                       | 松井五郎       | 和泉常寛                 | 奥慶一         |
| 1986年2月25日                      | EP             | 7DS-0106       | A              | 泣きまね                         | 小坂明子       | 小坂明子                 | 水谷公生       |
| 1986年2月25日                      | EP             | 7DS-0106       | B              | 摩訶不思議恋月夜                 | 松井五郎       | 中村裕介                 | 水谷公生       |
| 1986年8月25日                      | EP             | 7DS-0119       | A              | タッチ・マイ・ハート             | 松井五郎       | 南翔子                   | 水谷公生       |
| 1986年8月25日                      | EP             | 7DS-0119       | B              | Call My Name                     | 松井五郎       | 和泉常寛                 | 水谷公生       |
| 1987年3月21日                      | EP             | 7DS-0139       | A              | 魔法のジェラシー                 | 森雪之丞       | 植竹公和                 | 鈴木茂         |
| 1987年3月21日                      | EP             | 7DS-0139       | B              | E･S･P（エスパー）                | 森雪之丞       | 和泉常寛                 | 鈴木茂         |
| キングレコード・ファルコムレーベル |                |                |                |                                  |                |                          |                |
| 1992年8月21日                      | 8cmCD          | KIDS-102       | 1              | 誰かがあなたを愛してる           | 安藤芳彦       | Falcom Sound Team J.D.K. | 樫原伸彦       |
| 1992年8月21日                      | 8cmCD          | KIDS-102       | 2              | めぐり逢えるまで                 | 安藤芳彦       | Falcom Sound Team J.D.K. | 井上日徳       |

#### 非売品
- Sound Wind（日本ファルコム）-　作詞家の安藤芳彦とラジオ番組風に進行して曲を紹介していくプロモーションCD（8cmCD）。

### アルバム

#### オリジナル・アルバム
| 発売日                             | 規格           | 規格品番       | 面 |
| キティレコード                     | キティレコード | キティレコード | キティレコード |
| ---------------------------------- | -------------- | -------------- | --- |
| 1984年10月25日                     | LP             | 28MS-0062      | 翔子ファンタジー Side:A 1. ファンタジー/ 瞳魔法陣 2. ナイン・オクロック(9:00P.M.) 3. ドリーム・アゲイン 4. あぷろーち 5. 真昼のスター・ダスト Side:B 1. 恋は行方不明 2. ミッドナイト・インスピレーション 3. ロマンティック 4. スペース・ウォーク 5. 惹かれていく |
| 1984年10月25日                     | CT             | 28CS-0062      | 翔子ファンタジー Side:A 1. ファンタジー/ 瞳魔法陣 2. ナイン・オクロック(9:00P.M.) 3. ドリーム・アゲイン 4. あぷろーち 5. 真昼のスター・ダスト Side:B 1. 恋は行方不明 2. ミッドナイト・インスピレーション 3. ロマンティック 4. スペース・ウォーク 5. 惹かれていく |
|                                    | CD             | H33K-20065     | 翔子ファンタジー Side:A 1. ファンタジー/ 瞳魔法陣 2. ナイン・オクロック(9:00P.M.) 3. ドリーム・アゲイン 4. あぷろーち 5. 真昼のスター・ダスト Side:B 1. 恋は行方不明 2. ミッドナイト・インスピレーション 3. ロマンティック 4. スペース・ウォーク 5. 惹かれていく |
| 1985年12月21日                     | LP             | 28MS-0092      | シャングリラ Side:A 1. 摩訶不思議恋月夜 2. 渚のセパレーション 3. 吐息・エンドレス 4. Good Luck“永遠より愛をこめて” 5. 泣きまね Side:B 1. 茉莉花・夜 （ジャスミン・ナイト） 2. 殿方ごめん遊ばせ 3. 誰にも言えない 4. ルージュの置手紙 5. ハーフムーンはときめき色 |
| 1985年12月21日                     | CD             | H33K-20019     | シャングリラ Side:A 1. 摩訶不思議恋月夜 2. 渚のセパレーション 3. 吐息・エンドレス 4. Good Luck“永遠より愛をこめて” 5. 泣きまね Side:B 1. 茉莉花・夜 （ジャスミン・ナイト） 2. 殿方ごめん遊ばせ 3. 誰にも言えない 4. ルージュの置手紙 5. ハーフムーンはときめき色 |
| 1986年11月25日                     | LP             | 28MS-0115      | Sophisticated Side:A 1. ウォッカ・オン・ザ・ロックス 2. 水色のエスパドリゥ 3. 0:05AM 4. ためらいのウィスパー 5. タッチ・マイ・ハート Side:B 1. 天使のようにKissをして 2. Cats 3. Only Yesterday 4. Call My Name 5. ボルゲーゼ家の娘のように                      |
| 1986年11月25日                     | CD             | H33K-20059     | Sophisticated Side:A 1. ウォッカ・オン・ザ・ロックス 2. 水色のエスパドリゥ 3. 0:05AM 4. ためらいのウィスパー 5. タッチ・マイ・ハート Side:B 1. 天使のようにKissをして 2. Cats 3. Only Yesterday 4. Call My Name 5. ボルゲーゼ家の娘のように                      |
| キングレコード・ファルコムレーベル |                |                | |
| 1992年9月26日                      | CD             | KICS-238       | フィーナ 1. 女神たちの囁き 2. 風の踊り子 3. Waiting For The Night 4. フェアリーブルーの誘惑 5. 向日葵 6. TERMINATION 7. Tears of Love 8. 誰かがあなたを愛してる 9. めぐり逢えるまで 10. 信じて欲しい                                                             |
| 1999年12月21日                     | CD             | NW10102310     | フィーナ 1. 女神たちの囁き 2. 風の踊り子 3. Waiting For The Night 4. フェアリーブルーの誘惑 5. 向日葵 6. TERMINATION 7. Tears of Love 8. 誰かがあなたを愛してる 9. めぐり逢えるまで 10. 信じて欲しい                                                             |

#### アクションロールプレイングゲーム
- 『ファルコム・スペシャル・ボックス '90』（1989年12月21日）「夢色の瞳」「星空の誓い」

- 『パーフェクト・コレクション・イース』（1990年8月5日）「Endless History」

- 『パーフェクト・コレクション・イースII』（1990年9月5日）「Smile Again」

- 『ファルコム・スペシャル・ボックス '91』（1990年12月21日）「LONG LONG TIME AGO」「風の王子」「闇のヴァンブーラン」

- 『パーフェクト・コレクション・ソーサリアン』（1991年7月21日）「おかえりなさい」

- 『パーフェクト・コレクション・ソーサリアン VOL.2』（1991年9月21日）「Secret Paradise」

- 『パーフェクト・コレクション・ソーサリアン VOL.3』（1991年11月21日）「ENDLESS LOVE SONG」

### タイアップ
| 曲名                             | タイアップ名                                                                        | 収録作品                                                                                                   |
| -------------------------------- | ----------------------------------------------------------------------------------- | --- |
| 殿方ごめん遊ばせ                 | アニメ「うる星やつら」オープニング                                                  | シングル「殿方ごめん遊ばせ」                                                                               |
| Good Luck 〜永遠より愛をこめて〜 | アニメ「うる星やつら」エンディング                                                  | シングル「殿方ごめん遊ばせ」                                                                               |
| 泣きまね                         | オリジナル・アニメビデオ「What’s Michael?」挿入歌                                   | シングル「泣きまね」                                                                                       |
| 魔法のジェラシー                 | 映画「エンドア～魔空の妖精」主題歌                                                  | シングル「魔法のジェラシー」                                                                               |
| Call My Name                     | オリジナル・アニメビデオ「What’s Michael? 2」エンディングテーマ                     | シングル「タッチ・マイ・ハート」（B面）                                                                    |
| 夢色の瞳                         | アクションロールプレイングゲーム 「ファルコム・スペシャル・ボックス '90」           | アルバム「ファルコム・スペシャル・ボックス '90」                                                           |
| 星空の誓い                       | アクションロールプレイングゲーム 「ファルコム・スペシャル・ボックス '90」           | アルバム「ファルコム・スペシャル・ボックス '90」                                                           |
| Endless History                  | アクションロールプレイングゲーム 「パーフェクト・コレクション・イース」             | アルバム「パーフェクトコレクションイースI・II～スーパーアレンジ全曲集」                                    |
| めぐり逢えるまで                 | アクションロールプレイングゲーム 「イースII」                                       | シングル「誰かがあなたを愛してる」 アルバム「パーフェクトコレクションイースI・II～スーパーアレンジ全曲集」 |
| Smile Again                      | アクションロールプレイングゲーム 「イースII」                                       | アルバム「パーフェクトコレクションイースI・II～スーパーアレンジ全曲集」                                    |
| LONG LONG TIME AGO               | アクションロールプレイングゲーム 「ファルコム・スペシャル・ボックス '91」           | アルバム「ファルコム・スペシャル・ボックス '91」                                                           |
| 風の王子                         | アクションロールプレイングゲーム 「ファルコム・スペシャル・ボックス '91」           | アルバム「ファルコム・スペシャル・ボックス '91」                                                           |
| 闇のヴァンブーラン               | アクションロールプレイングゲーム 「ファルコム・スペシャル・ボックス '91」           | アルバム「ファルコム・スペシャル・ボックス '91」                                                           |
| おかえりなさい                   | アクションロールプレイングゲーム 「パーフェクト・コレクション・ソーサリアン」       | アルバム 「パーフェクト・コレクション・ソーサリアン」                                                      |
| Secret Paradise                  | アクションロールプレイングゲーム 「パーフェクト・コレクション・ソーサリアン VOL.2」 | アルバム 「パーフェクト・コレクション・ソーサリアン VOL.2」                                                |
| ENDLESS LOVE SONG                | アクションロールプレイングゲーム 「パーフェクト・コレクション・ソーサリアン VOL.3」 | アルバム 「パーフェクト・コレクション・ソーサリアン VOL.3」                                                |